# Karl Svensson (borgmästare)
Carl (Karl) Julius Svensson, född 6 juli 1827 i Varberg, död 21 september 1886 i Torshälla, var en svensk borgmästare.
Svensson, som var son till skepparen Eleasar Svensson och Brita Andersdotter, blev student vid Lunds universitet 1846. Han avlade kameralexamen 1848 och hovrättsexamen 1850. Efter att ha bestritt domarvärv på landet utnämndes han till borgmästare i Torshälla stad 1860. Han var gift med en dotter till företrädaren Sten Niklas Levin.